# Eucera salamita
Eucera salamita är en biart som beskrevs av Joseph Vachal 1907. Eucera salamita ingår i släktet långhornsbin, och familjen långtungebin. Inga underarter finns listade i Catalogue of Life.